# Boston Blow-Up!
| Recensione | Giudizio |
| ---------- | -------- |
| AllMusic   | [ 2 ]    |

Boston Blow-Up! è un album discografico del sassofonista jazz statunitense Serge Chaloff, pubblicato dalla casa discografica Capitol Records nel 1955.

## Tracce
Lato A
1. Bob the Robin – 2:35 (Boots Mussulli) – Registrato il 5 aprile 1955
2. Yesterday's Gardenias – 4:38 (Dick Robertson, Nelson Cogane, Sammy Mysels) – Registrato il 5 aprile 1955
3. Sergical – 3:10 (Boots Mussulli) – Registrato il 5 aprile 1955
4. What's New? – 3:37 (Johnny Burke, Bob Haggart) – Registrato il 5 aprile 1955
5. Mar-Dros – 3:21 (Boots Mussulli) – Registrato il 4 aprile 1955

Lato B
1. JR. – 4:18 (Boots Mussulli) – Registrato il 5 aprile 1955
2. Body and Soul – 3:50 (Edward Heyman, Frank Eyton, Johnny Green, Robert Sour) – Registrato il 4 aprile 1955
3. Kip – 3:19 (Boots Mussulli) – Registrato il 4 aprile 1955
4. Diane's Melody – 1:40 (Jackie Byard) – Registrato il 5 aprile 1955
5. Unison – 3:14 (Boots Mussulli) – Registrato il 4 aprile 1955

Edizione CD del 2006, pubblicato dalla Capitol Jazz Records (0946 3 52992 2 9)
1. Bob the Robin – 2:35 (Boots Mussulli)
2. Yesterday's Gardenias – 4:38 (Dick Robertson, Nelson Cogane, Sammy Mysels)
3. Sergical – 3:10 (Boots Mussulli)
4. What's New? – 3:37 (Bob Haggart, Johnny Burke)
5. Mar-Dros – 3:21 (Boots Mussulli)
6. Junior – 4:18 (Boots Mussulli)
7. Body and Soul – 3:50 (Edward Heyman, Frank Eyton, Johnny Green, Robert Sour)
8. Kip – 3:19 (Boots Mussulli)
9. Diane's Melody – 1:40 (Jackie Byard)
10. Unison – 3:14 (Boots Mussulli)
11. Boomareemaroya – 3:42 (Boots Mussulli) – Bonus Track - Registrato il 5 aprile 1955
12. Herbs (Long Take) – 4:18 (Herb Pomeroy) – Bonus Track - Registrato il 5 aprile 1955
13. Herbs (Short Take) – 3:30 (Herb Pomeroy) – Bonus Track - Registrato il 5 aprile 1955

## Musicisti
- Serge Chaloff - sassofono baritono
- Boots Mussulli - sassofono alto
- Ray Santisi - pianoforte
- Herb Pomeroy - tromba
- Everett Evans - contrabbasso
- Jimmy Zitano - batteria